# Ocotea glomerata
Ocotea glomerata är en lagerväxtart. Ocotea glomerata ingår i släktet Ocotea och familjen lagerväxter.

## Underarter
Arten delas in i följande underarter:
- O. g. glomerata
- O. g. magnifica